# Petrus Ragvaldi
Petrus Ragvaldi, var en svensk präst och skolmästare. 

## Biografi
Ragvaldi blev 1558 skolmästare vid Katedralskolan i Linköping och kyrkoherde i Landeryds församling. 20 november 1567 brann det i Linköping och Katedralskolans lokaler blev då uppbrända. Undervisningen flyttades 1568-1569 till de gamla klostersalarna i Vreta Kloster.